# کل چهارشاخ
کل چهارشاخ (نام علمی: Tetracerus quadricornis) نام یک گونه از زیرخانواده گاویان است.